# Blahodatne (Donetsk)
Blahodatne (en ucraniano: Благодатне, en ruso: Благодатное, romanizado: Blahodatnoye) es un asentamiento urbano ucraniano perteneciente al óblast de Donetsk. Situado en el este del país, hasta 2020 pertenecía al raión de Amvrosivka, pero hoy es parte del raión de Donetsk y del municipio (hromada) de Bulavinske. 
La ciudad se encuentra ocupada por Rusia desde la guerra del Dombás, siendo administrada como parte de la de facto República Popular de Donetsk.

## Geografía
Blahodatne está a orillas del río Krinka (un afluente del río Mius), a 10 km de Amvrosivka.

## Historia
En 1777, en el sitio del pueblo actual, el capataz de los cosacos del Don Lukovkin fundó una granja y los campesinos fugitivos que fueron asignados a su nombre, se establecieron aquí.
En el primer cuarto del siglo XIX el asentamiento se llamó Amvrosiivka en honor a su propietario Amvrosii Lukovkin. La población de la slobodá se dedicaba principalmente a la agricultura: cultivo de trigo, centeno, avena y cebada. También se desarrollaron las artesanías de alfarería y herrería, la producción de cal.  En 1820, los habitantes del asentamiento participaron en la rebelión de los campesinos del Don contra la servidumbre, pero Lukovkin convocó al ejército, que cometió una masacre brutal: muchos fueron severamente golpeados y los más activos fueron enviados a Siberia.
Debido a la descosificación llevada a cabo por las autoridades soviéticas, y también, en vista del hecho de que otro asentamiento del mismo nombre creció cerca, en 1926 el asentamiento de Amvrosivka recibió un nuevo nombre: Blahodatnoye. Durante el Holodomor (1932-1933), 212 personas murieron en el pueblo.
Como resultado de la guerra del Dombás, Blahodatne se encuentra controlada por la República Popular de Donetsk. El 16 de agosto de 2014, cinco soldados ucranianos murieron durante un bombardeo cerca del pueblo.

## Demografía
Según el censo de 2001, la lengua materna de la mayoría de los habitantes, el 93,40%, es el ucraniano; del 6,49% es el ruso.

## Infraestructura

### Transporte
Por Blahodatne pasa la carretera T0517 pero el 18 de junio de 2014, un puente sobre el río Krinka fue volado en el pueblo y se ha detenido el tráfico en esta zona. La estación de trenes más cercana está en Amvrosivka, a 10 km.